# Aarhus-Protokoll über persistente organische Schadstoffe

Karte der Vertragsparteien (dunkelgrün) und der Unterzeichner (mittelgrün)

Das Aarhus-Protokoll über persistente organische Schadstoffe ist eines der Protokolle des Übereinkommens über weiträumige grenzüberschreitende Luftverunreinigung.
Der Abschluss des Protokolls erfolgte am 24. Juni 1998 in Aarhus. An diesem Tag haben 34 Vertragsparteien (33 Staaten sowie die EU) das Protokoll unterzeichnet, zwei (Ungarn und Armenien) ein halbes Jahr später. 34 Vertragsparteien (33 Staaten sowie die EU) haben das Protokoll ratifiziert. Die USA, Russland oder die Ukraine gehören nicht dazu.

## Stoffe

### Anhang I
Im Anhang I sind Stoffe, die nicht mehr hergestellt und verwendet werden sollen, aufgeführt:
- Aldrin
- Chlordan
- Chlordecon
- DDT
- Dieldrin
- Endrin
- Heptachlor
- Hexabrombiphenyl
- Hexachlorbenzol
- Hexachlorbutadien
- Hexachlorcyclohexane (HCH), einschließlich Lindan
- Hexabromdiphenylether und Heptabromdiphenylether
- Kurzkettige Chlorparaffine
- Mirex
- Pentachlorbenzol
- Perfluoroctansulfonat: Stoffe mit der Summenformel C8F17SO2X, wobei X = OH, Metallsalz, Halogenid, Amid oder andere Derivative einschließlich Polymere
- Polychlorierte Biphenyle (PCB)
- Polychlorierte Naphthaline (PCN)
- Tetrabromdiphenylether und Pentabromdiphenylether
- Toxaphen

### Anhang II
Im Anhang II sind zur eingeschränkten Verwendung vorgesehene Stoffe aufgelistet:
- Kurzkettige Chlorparaffine
- Perfluoroctansulfonat: Stoffe mit der Summenformel C8F17SO2X, wobei X = OH, Metallsalz, Halogenid, Amid oder andere Derivative einschließlich Polymere

### Anhang III
- PAK: Benzo[a]pyren, Benzo[b]fluoranthen, Benzo[k]fluoranthen und Indeno[1,2,3-cd]pyren
- Polychlorierte Dibenzo-p-dioxine (PCDD) und polychlorierte Dibenzofurane (PCDF)
- Hexachlorbenzol
- Polychlorierte Biphenyle (PCB)